# Lee Soo-kyung (1982)
Lee Soo-kyung (이수경?, 李水京?, I Su-gyeongLR, I SukyŏngMR; Seul, 13 marzo 1982) è un'attrice sudcoreana.
Ha esordito nel 2003 come modella per le pubblicità, passando successivamente alla recitazione e ricoprendo ruoli di supporto in Tazza e Haneur-isi-yeo prima di ottenere la sua prima parte da protagonista nella sitcom del 2006 Soulmate.

## Filmografia

### Cinema
- Mongjeonggi 2 (몽정기 2?), regia di Jung Cho-sin (2005)
- Tazza (타짜?), regia di Choi Dong-hoon (2006)
- Gamyeon (가면?), regia di Yang Yoon-ho (2007)
- Romantic Island (로맨틱 아일랜드?), regia di Kang Chul-woo (2008)
- Triangle (트라이앵글?), regia di Ji Young-soo (2009)
- Share the Vision (쉐어 더 비전?), regia di Yang Yoon-ho (2011) – cortometraggio

### Televisione
- Algedoelgeo-ya (알게될거야?) – serie TV (2004)
- Haneur-isi-yeo (하늘이시여?) – serie TV (2005-2006)
- Soulmate (소울메이트?) – serie TV (2006)
- Tongjeong (통정?) – film TV (2006)
- Na sarang Dal-ja-ssi (내 사랑 달자씨?) – miniserie TV (2006)
- Myeoneuri jeonseongsidae (며느리 전성시대?) – serie TV (2007-2008)
- Daehanmin-guk byeonhosa (대한민국 변호사?) – serie TV (2008)
- Cheonmanbeon saranghae (천만번 사랑해?) – serie TV (2009-2010)
- Gukgaga bureunda (국가가 부른다?) – serie TV (2010)
- Daemul (대물 ?) – serie TV (2010)
- Jigoneun motsar-a (지고는 못살아?) – serie TV (2011)
- Color of Woman (컬러 오브 우먼?) – serie TV (2011)
- Wass-eo wass-eo jedaero wass-eo (왔어 왔어 제대로 왔어?) – serie TV (2011)
- Geum na-wara, ttukttak (금 나와라, 뚝딱?) – serie TV (2013)
- Siksyareul hapsida (식샤를 합시다?) – serie TV (2013-2014)
- Tak neo gat-eun ttal (딱 너 같은 딸?) – serial TV (2015)
- My Little Baby (마이 리틀 베이비?) – serie TV (2016)
- Ssa-uja gwisin-a (싸우자 귀신아?) – serie TV (2016)
- Abeonim jega mosilge-yo (아버님 제가 모실게요?) – serie TV (2016)
- Kimbiseoga wae geureolkka (김비서가 왜 그럴까?) – serie TV (2018)
- Oensonjab-i anae (왼손잡이 아내?) – serie TV (2019)
- Gaesori (개소리?) – serie TV (2024)